# 蒙得恩
蒙 得恩（もう とくおん、Men deen、1806年 - 1861年）は、太平天国の指導者の一人。もとの名を上昇といったが、上帝の諱を避けるために得天と改め、さらに得恩と改めた。チワン族出身。賛王に封ぜられた。
広西省潯州府平南県出身。1850年に拝上帝会に加入し、金田蜂起に参加した。御林侍衛、指揮、検点、春官又正丞相と昇進を重ねていき、女営の管理事務を任された。1856年の天京事変後、人材が不足したため、蒙得恩が中軍主将兼正掌率に、陳玉成が前軍主将に、李秀成が後軍主将に、李世賢が左軍主将に、韋俊が右軍主将に任命され、五軍体制がとられるようになった。これにより蒙得恩が政務を掌握し、「朝中内外の事悉くその制に帰す」こととなった。天王洪秀全の寵愛を受け、1859年に賛王に封ぜられた。1861年、病死。子の蒙時雍が跡を継いで幼賛王となった。